# Tanysiptera ellioti
Tanysiptera ellioti là một loài chim trong họ Alcedinidae.